# Источник Урд
Исто́чник Урд (также Коло́дец Урд, др.-сканд. Urðarbrunnr) — в скандинавской мифологии один из трёх источников, текущих под корнями мирового дерева Иггдрасиль, непосредственно связанный с норнами.

## Этимология
Urðarbrunnr происходит от двух слов: urðr («судьба») и brunnr («источник», «колодец») и, таким образом, может быть переведён как «источник судьбы». Возможен также перевод как «источник норны Урд».

## Источник Урд в Эдде
Источник Урд упоминается в Эдде несколько раз: к примеру, в Старшей Эдде («Прорицание вёльвы», строфа 19) говорится о том, что Иггдрасиль находится над источником Урд. Там же (строфа 20) сообщается о появлении норн: «Мудрые девы оттуда возникли, три из ключа под древом высоким». В строфе 111 «Речей Высокого» упоминается престол некоего тула, стоящий у источника (при этом под тулом подразумевается, возможно, жрец, произносящий священные тексты и являющийся носителем всякой мудрости).
В Младшей Эдде («Видение Гюльви», часть 15) уточняется расположение этого источника: под корнём Иггдрасиль, который протянулся в Асгард, мир асов. Здесь же можно найти о нём и другие подробности: «Под тем корнем ясеня, что на небе, течет источник, почитаемый за самый священный, имя ему Урд. Там место судбища богов». В части 16 «Видения Гюльви» даётся следующее описание: «норны, живущие у источника Урд, каждый день черпают из него воду вместе с той грязью, что покрывает его берега, и поливают ясень, чтоб не засохли и не зачахли его ветви. И так священна эта вода, что все, что ни попадает в источник, становится белым, словно плёнка, лежащая под скорлупой яйца... Две птицы живут в источнике Урд, их называют лебедями, и отсюда пошла вся порода птиц, что так называется».
Наконец, в «Языке поэзии» (часть 65) Христос называется сидящим на юге у источника Урд (в этом кеннинге Христа переплелись христианские и языческие представления автора текста).

## Интерпретации и мнения
По мнению советского филолога и историка культуры Мелетинского естественнее связать источник Урд с миром людей (а не асов), так как у этого источника живут норны, определяющие людские судьбы. Существуют попытки и вовсе отождествить его с колодцем Мимира, также упоминаемым в Эдде. Кроме того, исследователи мифической топографии помещают рядом с источником дворец Хеймдалля Химинбьёрг.
Поскольку источник Урд в первую очередь связывают со старшей из норн, Урд (которую традиционно отождествляют с прошлым), самому источнику также приписывают власть прошлого.